# Etrio Fidora
Etrio Fidora (Trieste, 19 ottobre 1930 – Trieste, 30 ottobre 2015) è stato un giornalista italiano.

## Biografia
Fidora, diplomatosi a Trieste, si iscrisse a Lettere a Padova.
In Sicilia ha trascorso gran parte della sua carriera professionale, lavorando dal 1955 per il quotidiano L'Ora di Palermo, dove a partire dal 1955 è stato cronista politico-parlamentare, autore di inchieste e inviato, capocronista, redattore capo, per anni condirettore responsabile, poi direttore editoriale, fino alla chiusura del giornale avvenuta il 9 maggio 1992. Ha collaborato con la RAI, come autore di rubriche e conduttore per i programmi regionali siciliani (1971-1991) e lavorando anche per l'emittente televisiva "Tele L'Ora".
Protagonista di una lunga stagione di battaglie e inchieste giornalistiche, nel 1965 gli venne assegnato il Premiolino, importante premio in campo giornalistico. Le inchieste del quotidiano L'Ora contribuirono a dimostrare la reale consistenza della mafia come organizzazione potente e sanguinaria, le sue collusioni con i politici e i meccanismi del potere portandone così le trame all'attenzione dell'opinione pubblica italiana e internazionale. Dare voce alle inchieste contro la mafia provocò forti reazioni anche in sede giudiziaria: durante la sua carriera Etrio Fidora subì infatti 86 querele per diffamazione, che terminarono sempre con l'assoluzione, talvolta dopo vari gradi di giudizio. Come direttore del quotidiano fu condannato in primo grado, negli anni settanta, ad un anno di carcere senza condizionale e alla sospensione dall'Ordine dei giornalisti, sentenza poi annullata in cassazione, e il caso suscitò una mobilitazione nazionale che coinvolse personalità come Indro Montanelli, Enzo Biagi, Guido Gonella, Arrigo Petacco.
È stato anche Presidente dell'Associazione Siciliana della Stampa e Vicesegretario nazionale della Federazione Nazionale della Stampa Italiana (FNSI). È stato anche professore a contratto nel corso di laurea in Scienze della Comunicazione all'Università degli studi di Palermo e presso le Facoltà di Lettere e Filosofia e di Scienze della Formazione dell'Università di Trieste. Per il quotidiano telematico "Ateneonline" dell'Università di Palermo ha curato per più di quattro anni Secolo Postmoderno, un'apprezzata rubrica settimanale da lui sospesa dopo 212 pubblicazioni.

## Premi e riconoscimenti
- 1965 - Premiolino[5]